# LANDSPACE
〈LANDSPACE〉(랜드스페이스)는 LiSA 명의로 발매된 두 번째 정규앨범이다. 

## 수록곡
1. Canvas Boy x Palette Girl
2. コズミックジェットコースター(코즈믹 제트코스터)
3. Crossing Field
4. DOCTOR
5. 僕の言葉で(나만의 말로)
6. Best Day, Best Way
7. ヒトリワラッテ(혼자 웃고)
8. Say My Nameの片想い(Say My Name의 짝사랑)
9. うそつきの涙(거짓말쟁이의 눈물)
10. 逆光オーケストラ(역광의 오케스트라)
11. Träumerei
12. winding road